# آناستاس کرملی
آناستاس ماری کَرمِلّی (به عربی: أنستاس الكرمِلّي) (۵ اوت ۱۸۴۶، بغداد - ۷ ژانویه ۱۹۴۷، بغداد) کشیش، روزنامه‌نگار، تاریخ‌نگار، ادیب و زبان‌شناس عراقی-لبنانی بود.

## زندگی
در ۵ اوت ۱۸۴۶ در بغداد زاده شد. در مدرسهٔ پدران کَرَملی‌ها (آبای کارملیت‌ها)، مدرسه پدران یسوعی بیروت درس خواند و در بلژیک راهب شد. در فرانسه به سال ۱۸۹۴م کاهن شد. سپس به بغداد داشت و مدیریت مدرسه کرملی‌ها را بر عهده گرفت. مقالات بسیاری در مجلهٔ لغة العرب نگاشت. بارها به اروپا سفر کرد و از سوی حکومت عراق در عهد استعمار بریتانیا، عضو مجلس معارف انتخاب شد. سردبیری مجلهٔ دارالسلام نیز برعهدهٔ او بود. کرملی همچنین از اعضای فرهنگستان علمی عربی در دمشق و قاهره بود.

کرملی تا پایان عمر در پوشش رهبانیت بود تا اینکه در ۷ ژانویه ۱۹۴۷، در بغداد درگذشت. کتابخانهٔ شخصی او به دیر پدران کرملی‌ها تفویض شد.

## آثار
- المعجم المساعد
- نشوء الللغة العربیة
- أغلاط اللغویین الأقدمیین
- الفوز بالمراد فی تاریخ بغداد
- أدیان العرب